# Нейтрон-нейтронний каротаж
Каротаж нейтрон-нейтронний (ННК), ((рос.карот(т)аж нейтрон-нейтронный, англ. neutron-neutron logging; нім. Neutronen-Neutronen Bohrlochmessung f)) — метод дослідження свердловин, заснований на опроміненні гірських порід потоком швидких нейтронів і реєстрації багаторазово розсіяних повільних (надтеплових або теплових) нейтронів.
ННК застосовують при розвідці і експлуатації родовищ для кількісного визначення пористості та ін. колекторних властивостей гірських порід, кореляції розрізів свердловин, контролю руху пластових вод, виявлення інтервалів обводнення пластів, визначення поглинаючих і непрацюючих пластів, контролю гідророзриву, контролю солянокислотних обробок пластів і випробування свердловин, контролю техн. стану свердловин, кількісного визначення вмісту хім. елементів, вивчення зміни (водо-, нафто-) газонасиченості.